# Língua purépecha
O purépecha (autoglotónimo: pꞌurhepecha; AFI: [pʰuˈɽepet͜ʃa]), tarasco ou michoacano é uma língua falada pelos membros do povo purépecha do ocidente de México, principalmente no estado de Michoacán. A língua apresenta muitas características linguísticas que o fazem parecer um idioma singular, muito diferente de outras línguas de Mesoamérica.
De fato, a língua purépecha tem sido classificada como uma língua isolada, já que até agora não se pôde estabelecer nenhuma relação de origem comum com alguma das línguas que se falaram ou falam, no México ou em outro país, ainda que Morris Swadesh, tenha sugerido alguma similaridade remota de tipo léxico com outros idiomas de América. Esta proposta não tem tido demasiada aceitação entre os especialistas nestes outros idiomas.
O purépecha é uma das línguas indígenas de México com maior vitalidad. Divide-se em três variantes dialetais: a da região de lagoas, a central e a serrana (alguns incluem uma quarta, a da Ciénaga). De acordo com dados do XII Censo Geral de População e Moradia de 2000, existem uns 121 409 hablantes assentados em 22 municípios e sendo um 25 % dos mesmos monolingues em purépecha e o resto bilingues em espanhol. Na atualidade falam-se 56 idiomas ao longo e largo do território mexicano. As estatísticas oficiais (INEGI 2020) indicam que no estado de Michoacán se falam 38 línguas indígenas.
Seu auge repontou partir de 1895, ano desde o qual se iniciou um movimento de apoio através da Academia da Língua Purépecha (Pꞌurhe Uandakueri Juramukua) através da qual se conseguiu o fortalecimento e difusão desta língua. O purépecha é, correntemete, uma língua literária devido à grande difusão que têm tido os Concursos Regionais de Conto em Línguas Indígenas coordenados pela Direcção Geral de Culturas Populares e Indígenas e os estados de Hidalgo, Querétaro, Michoacán e México, os quais têm fortalecido também o carácter literário das línguas náhuatl, otomí e mazahua.
O purépecha é considerada habitualmente uma língua isolada de Mesoamérica. Conserva alguns vestígios tipológicos pouco frequentes na área linguística mesoamericana, como a presença de duas fonemas vibrantes: a vibrante simples /r/ e a retrofleja /ɽ/. Dos cinco vestígios típicos da área linguística mesoamericana, o purépecha só possui um, o sistema vigesimal de numeração.
Sem embargo, Greenberg considera que esta língua tem verdadeiro parentesco com o chibcha, ainda que esta ideia seja recusada pela maioria dos linguistas especialistas em línguas americanas, como Campbell, quem a considera uma língua isolada.
O purépecha fala-se, principalmente, na parte ocidental e central do estado, principalmente na área compreendida entre o lago de Pátzcuaro e a serra ao ocidente deste, conhecida como a Meseta Tarasca. O território abarca 22 municípios do estado de Michoacán, os quais em conjunto ocupam um área de 8370 km², 14 % da superfície do estado, dos quais, 14 têm uma proporção significativa de falantes da língua. Estes são: Chilchota, Charapan, Nahuatzen, Paracho, Tangamandapio, Cherán, Quiroga, Erongarícuaro, Coeneo, Os Reis, Tzintzuntzan, Tingambato, Pátzcuaro e Uruapan.
1. ↑  Lagunas, Juan Baptista de; Warren, J. Benedict (2002). Arte en lengua michuacana (em espanhol). [S.l.]: El Colegio de Michoacán A.C. ISBN 978-970-679-079-8. Consultado em 29 de novembro de 2022
2. ↑  Gómez Bravo, Lucas, Et Al. Uandakua uenakua Pꞌurhepecha Jimbo. Introducción al Idioma Pꞌurhepecha. UMSNH/ Centro de Investigación de la Cultura Purépecha. México. 2001.
3. ↑  Velázquez Pahuamba, Julio. Et Al. Vocabulario Purépecha-Español. Dirección General de Culturas Populares /PACMYC-Michoacán [En línea] [Consultado el 29 de abril de 2014] Sitio web: http://www.purepecha.mx/iretarhu.php?takukata=vocabulario Erro na predefinição wayback: Verifique |url= value. Vazio.
4. ↑  Ídem.
5. ↑  Campbell, 1997.
6. ↑  Campbell, Lyle (1997). American Indian languages : the historical linguistics of Native America. [S.l.]: Oxford University Press. ISBN 0-585-37161-X. OCLC 48140020. Consultado em 2 de junho de 2022
7. ↑  Monzón, Cristina (1997). Introducción a la lengua y cultura tarascas. Valencia: Universitat de València, Departament de Teoria dels Llenguatges. p. 56. ISBN 8437033071
8. ↑  Frida Villavicencio, 2006, p.50